# Rakičan
Rakičan – wieś w Słowenii, w gminie miejskiej Murska Sobota. W 2018 roku liczyła 1528 mieszkańców. 